# Adolf Schreitmüller
Adolf Schreitmüller (* 8. November 1902 in Kornwestheim; † 12. Oktober 1988 in Stuttgart) war ein deutscher Jurist. Er war unter anderem Richter am Volksgerichtshof und in dieser Eigenschaft an zahlreichen Todesurteilen der NS-Kriegsjustiz während des Zweiten Weltkriegs beteiligt.
Schreitmüller, Sohn eines Kaufmanns und evangelischer Konfession, studierte von 1921 bis 1925 Rechtswissenschaften in Tübingen, München und Kiel. Seit 1921 war er Mitglied der Studentenverbindung AV Virtembergia Tübingen. Er wurde in Tübingen zum Dr. iur. promoviert und legte 1928 die zweite Justizdienstprüfung ab.
Er war vor 1945 Landgerichtsrat beim Sondergericht Stuttgart und beim Volksgerichtshof; nach 1945 wurde er bis zu seiner Pensionierung 1968 Landgerichtsdirektor in Stuttgart.